# Youtab
Youtab (muerta en 330 a. C.) fue una mujer guerrera persa. Luchó junto con su hermano Ariobarzanes por el Imperio aqueménida contra las fuerzas helénicas de Alejandro Magno.

## Biografía
Youtab era hermana de Ariobarzanes, quien en aquella época era sátrapa de Persis a las órdenes de Darío III. En el 330 a. C., tras ser derrotado por Alejandro Magno en Issos y Gaugamela, Darío se encontraba reuniendo otro ejército en Ecbatana, y encargó a Ariobarzanes impedir que los helénicos llegaran a Persépolis hasta que sus fuerzas estuvieran listas. El resultado fue la Batalla de la Puerta Persa, donde tanto Ariobarzanes como Youtab combatieron. Los persas detuvieron el empuje de los macedonios durante un mes, pero Alejandro consiguió rodear sus defensas merced a la ayuda de un guía local, tras lo que el ejército sátrapa eligió perecer combatiendo antes que retirarse. Youtab y su hermano cayeron los dos en combate.